# 卡米拉 (喬治亞州)
卡米拉（英語：Camilla）是一個位於美國喬治亞州米切爾縣的城市。根據2010年美國人口普查，該地人口為5360人，而該地的面積約為15.80平方千米。同時該地也是米切爾縣的縣治。

## 地理
卡米拉的座標為31°13′49″N 84°12′33″W / 31.23028°N 84.20917°W，而該地的平均海拔高度為54米（即177英尺）。